# Srednja Dobrava
Srednja Dobrava este o localitate din comuna Radovljica, Slovenia, cu o populație de 112 locuitori.